# Happy Hour (série de televisão)

Happy Hour é uma sitcom que estreou na Fox nos Estados Unidos e na CTV no Canadá, em 7 de setembro de 2006 e foi exibida no Brasil pelos canais Fox Life e pelo SBT. Estrelado por John Sloan como Henry Beckman, um jovem que quer reconstruir sua vida depois de perder sua namorada, seu trabalho, e seu apartamento. A série foi produzida pelo casal Jeff e Jackie Filgo de That '70s Show.
A Fox colocou a série em hiato em setembro de 2006, e oficialmente cancelou em maio do ano seguinte. Treze episódios de "Happy Hour" foram feitos, das quais quatro foram ao ar e nove permanecem não lançados.

## Elenco e personagens
| Ator           | Personagen        |
| -------------- | ----------------- |
| John Sloan     | Henry Beckman     |
| Lex Medlin     | Larry Cone        |
| Nat Faxon      | Brad Cooper       |
| Jamie Denbo    | Tina Difabio      |
| Beth Lacke     | Amanda Pennington |
| Brooke D'Orsay | Heather Hanson    |